# Stripheldenbuurt (Almere)
De Stripheldenbuurt is een wijk in de Nederlandse stad Almere. De wijk is gelegen in het stadsdeel Almere Buiten en grenst aan Eilandenbuurt en Sieradenbuurt. Op 1 januari 2023 telde de wijk 7.100 inwoners, verdeeld over 2.547 woningen, op een oppervlakte van 1,77 km².
De straten zijn genoemd naar stripfiguren (Donald Ducklaan, Eppostraat, Popeyestraat en Catootjepad) en tekenaars (Jan Kruisweg, André Franquinweg en Goscinnypad). De wijk werd in 2003 gebouwd, en de eerste huizen werden in 2004 opgeleverd.

## Verkeer en vervoer
Deze wijk beschikt over drie bushaltes, Stripheldenbuurt Noord, Midden en Oost. De Stripheldenbuurt is bereikbaar met buslijn M2, die de buurt verbindt met de stations Almere Oostvaarders en Almere Centrum. De wijk ligt langs de autosnelweg A6 en de N702 (Buitenring). Het uitgebreide fietspadennetwerk verbindt de Stripheldenbuurt met de rest van Almere en omstreken.